# چشم‌آبی آرام
چشم‌آبی آرام (نام علمی: Pseudomugil signifer) یا چشم‌آبی اقیانوس آرام، نام یک گونه ماهی از زیرتیره ماهیان چشم‌آبی و بومی مناطق شرقی استرالیا است. چشم‌آبی آرام در سال ۱۸۶۶ توسط طبیعت‌شناس اتریشی رودولف کنر توصیف شد و شامل دو زیرگونه است که در گذشته به عنوان گونه‌های جداگانه در نظر گرفته می‌شدند و ممکن است بار دیگر مورد مطالعه بیشتر قرار گیرند. این ماهی در رودخانه‌ها و پای‌رودها در امتداد ساحل شرقی از شبه‌جزیره کیپ یورک در شمال کوئینزلند تا جنوب نیو ساوت ولز پراکنده است، شکاف بوردکین در شمال مرکزی کوئینزلند، محدوده زندگی دو زیرگونه از این گونه را مشخص می‌کند.
طول کل یک ماهی نقره‌ای کوچک چشم‌آبی آرام حدود ۳٫۲۵ سانتی‌متر (یک و یک‌هشتم تا یک و سه‌هشتم اینچ) می‌باشد. چشم‌آبی آرام، با حلقه چشمی آبی رنگ و دو باله پشتی قابل تشخیص است. حرکت دسته‌ای چشم‌آبی آرام به تعداد ده‌ها تا هزاران ماهی به صورت پراکنده و نامنظم می‌باشد. خوراک این گونه ماهی حشرات هستند، حشراتی که روی سطح آب افتاده‌اند یا با جریان آب روی آب شناور هستند. ماهی‌ها با گشت زدن و نگاه به اطراف، غذای خود را پیدا می‌کنند. ماهی چشم‌آبی آرام می‌تواند به سادگی شرایط زندگی خود را در محیط خارج از طبیعت مثل آکواریوم سازگار کند.

## آرایه‌شناسی
رودولف کنر، طبیعت‌شناس اتریشی، این گونه را در سال ۱۸۶۶ توصیف کرد. او در سال ۱۸۵۸ در طول سفر نوارا، نمونه‌ای را که در سیدنی جمع‌آوری شده بود را توسط کشتی اس‌ام‌اس نووارا-۱۸۵۰ به وین برد. آلبرت گونتر جانورشناس آلمانی-بریتانیایی Atherina signata را از مجموعه‌هایی در کیپ یورک در سال ۱۸۶۷ توصیف کرد. ویلیام شارپ مکلی، حشره‌شناس بریتانیایی، از یک «ماهی کوچولوی کنجکاو» نام برد که در سال ۱۸۸۴ توسط شخصی به نام جیمسون از شهر ایپسویچ، Atherinosoma jamesonii، از رودخانه برمر، شاخه ای از رودخانه بریزبن، جمع‌آوری شد. در سال ۱۹۰۸ توسط جیمز داگلاس اوگیلبی‌شناس استرالیایی به عنوان همان گونه طبقه‌بندی شد.